# Hexatoma (Eriocera) furtiva
Hexatoma (Eriocera) furtiva is een tweevleugelige uit de familie steltmuggen (Limoniidae). De soort komt voor in het Oriëntaals gebied.